# NGC 860

NGC 860

NGC 860 في الفهرس العام الجديد، هي مجرة، تقع في كوكبة المثلث. اكتشفت في 18 سبتمبر 1871 بواسطة إدوارد ستيفان.

## روابط خارجية
- NGC 860 على موقع ويكي سكاي: DSS2, SDSS, GALEX, IRAS, Hydrogen α, X-Ray, Astrophoto, Sky Map, Articles and images